# Кантемир (приток Саки)
Кантеми́р (укр. Кантемір, Кантеми́р) — река (балка) в Тарутинском районе Одесской области Украины. Левый приток Саки (бассейн Чёрного моря). Протекает по территории Новотарутинского, Вознесенского Второго, Надречненского и Евгеньевского сельских советов.

## Физиография
Длина реки составляет 16 км (21,6 км), площадь бассейна — 48 км², уклон — 3,9 м/км. Водосбор реки находится в юго-восточной части Бессарабской возвышенности, более развит по левобережью. Основание бассейна сложено третичными морскими отложениями, представленными ракушечными известняками с примесью глин и песков, которые перекрываются лёссами, лёссовидными суглинками и глинами. Грунты тяжёлосуглинистые, пылеватые. Почвы чернозёмные. Долина сравнительно узкая и глубокая, местами изрезанная оврагами. Русло слабоизвилистое, летом пересыхает.
Кантемир берёт начало северо-западнее села Новое Тарутино, на территории упраздненного в 2006 году села Зелёная Долина, в 3 км от украинско-молдавской границы. На всём протяжении течёт преимущественно на юг (в верховье — частично на юго-восток) по местности с низкой лесистостью, занятой в основном культивируемыми полями. Впадает в Саку с левой стороны в 20,5 км от её устья, на высоте 60 метров над уровнем моря, юго-восточнее села Иванчанка.
Имеет несколько периодически пересыхающих притоков, длина которых не превышает 4 км, крупнейший из них берёт начало севернее села Кролёвка и впадает в Кантемир с левой стороны на высоте ≈90 м над уровнем моря к востоку от села Слободка.

## Населённые пункты
Около реки расположено 4 населённых пункта, два из которых находятся непосредственно на реке, это сёла: Новое Тарутино и Подгорное.

## Сельскохозяйственное значение
На реке устроено две запруды: первая — у южной окраины села Новое Тарутино на высоте 120 м над уровнем моря, вторая — восточнее села Надречное на высоте 87 м над уровнем моря.